# Haploa triangularis
Haploa triangularis là một loài bướm đêm thuộc phân họ Arctiinae, họ Erebidae.